# 扬州大学附属中学
扬州大学附属中学（英語：High School Affiliated to Yangzhou University，简称扬州大学附中、扬大附中），是位于中国江苏省扬州市瘦西湖畔的一所高級中學，是江苏省重点中学、江苏省四星级高中。

## 师资队伍
现有高中专任教师166名，学历达标率为100%，其中博士1名，硕士24名，另有4人在职攻读教育硕士。56人享有市级以上骨干教师称号或学术荣誉，其中教授级高级教师5名，省特级教师13名（在岗10名），扬州大学兼职硕士生导师6名；市中青年专家5名，市特级教师3名，市学科带头人14名，市中青年教学骨干17名，市教学能手8名，市青年优秀科技人才5名，研究生课程班结业教师28名，赴国外进修、交流教师、学者31名。

## 历史沿革
扬州大学附属中学位于明嘉靖维扬书院原址。1951年9月建为苏北夜中学，1956年成为完全中学，1958年更名为扬州师范学院附属中学，1966年9月更名为扬州市鲁迅中学，1987年10月恢复为扬州师范学院附属中学，1997年更名为扬州大学附属中学。

### 历任负责人
| 学校名称和时期                                | 姓名   | 职位             | 任期              | 备注     |
| --------------------------------------------- | ------ | ---------------- | ----------------- | -------- |
| 1951.09－1952.11 苏北夜中学                   | 章心如 | 校长             | 1951.09－1952.08  |          |
| 1951.09－1952.11 苏北夜中学                   | 龚玉民 | 副校长           | 1952.08－1952.11  | 主持工作 |
| 1952.11－1954.09 扬州市第二初级中学           | 龚玉民 | 副校长           | 1952.11－1953.02  | 主持工作 |
| 1952.11－1954.09 扬州市第二初级中学           | 晁绍成 | 校长             | 1953.02－1953.08  |          |
| 1952.11－1954.09 扬州市第二初级中学           | 季登山 | 副校长           | 1953.09－1954.08  | 主持工作 |
| 1952.11－1954.09 扬州市第二初级中学           | 周伯骅 | 校长、书记       | 1954.08－1954.09  |          |
| 1954.09－1956.07 苏北师范专科学校附属初级中学 | 周伯骅 | 校长、书记       | 1954.09－1955.07  |          |
| 1954.09－1956.07 苏北师范专科学校附属初级中学 | 钱厚蔼 | 校长、书记       | 1955.09－1956.07  |          |
| 1956.07－1958.07 苏北师范专科学校附属中学     | 钱厚蔼 | 校长、书记       | 1956.07－1956.08  |          |
| 1956.07－1958.07 苏北师范专科学校附属中学     | 聂静涵 | 副校长、书记     | 1956.09－1957.08  |          |
| 1956.07－1958.07 苏北师范专科学校附属中学     | 周伯骅 | 校长、书记       | 1957.09－1958.04  |          |
| 1956.07－1958.07 苏北师范专科学校附属中学     | 何恢超 | 副校长、书记     | 1958.04－1958.07  |          |
| 1958.07－1966.09 扬州师范学院附属中学         | 何恢超 | 副校长、书记     | 1958.07－1958.09  |          |
| 1958.07－1966.09 扬州师范学院附属中学         | 戎道纯 | 校长、书记       | 1958.09－1959.08  |          |
| 1958.07－1966.09 扬州师范学院附属中学         | 戎道纯 | 校长             | 1959.08－1960.08  |          |
| 1958.07－1966.09 扬州师范学院附属中学         | 严基   | 书记             | 1959.08－1959.10  |          |
| 1958.07－1966.09 扬州师范学院附属中学         | 吕立高 | 书记             | 1959.10－1960.08  |          |
| 1958.07－1966.09 扬州师范学院附属中学         | 冯光学 | 副校长、代书记   | 1960.08－1961.03  | 主持工作 |
| 1958.07－1966.09 扬州师范学院附属中学         | 王叙卿 | 校长             | 1960.10－1962.09  |          |
| 1958.07－1966.09 扬州师范学院附属中学         | 王叙卿 | 校长、副书记     | 1962.09－1966.09  |          |
| 1958.07－1966.09 扬州师范学院附属中学         | 原洁民 | 书记             | 1961.03－1962.08  |          |
| 1958.07－1966.09 扬州师范学院附属中学         | 原洁民 | 革委会主任       | 1968.09－1969.12  |          |
| 1958.07－1966.09 扬州师范学院附属中学         | 原洁民 | 革委会主任、书记 | 1970.01－1970.06  |          |
| 1966.09－1987.10 扬州市鲁迅中学               | 王叙卿 | 校长、副书记     | 1966.09－1968.09  |          |
| 1966.09－1987.10 扬州市鲁迅中学               | 原洁民 | 革委会主任       | 1968.09－1969.12  |          |
| 1966.09－1987.10 扬州市鲁迅中学               | 原洁民 | 革委会主任、书记 | 1970.01－1970.06  |          |
| 1966.09－1987.10 扬州市鲁迅中学               | 张卓如 | 革委会主任、书记 | 1970.06－1975.08  |          |
| 1966.09－1987.10 扬州市鲁迅中学               | 杨其元 | 革委会主任、书记 | 1975.08－1976.10  |          |
| 1966.09－1987.10 扬州市鲁迅中学               | 杨其元 | 书记             | 1976.10－1979.08  |          |
| 1966.09－1987.10 扬州市鲁迅中学               | 张沛庆 | 副校长、副书记   | 1979.09－1982.09  | 主持工作 |
| 1966.09－1987.10 扬州市鲁迅中学               | 张沛庆 | 校长、书记       | 1982.09－1984.03  |          |
| 1966.09－1987.10 扬州市鲁迅中学               | 沈顺兴 | 副校长、副书记   | 1984.03－1984.08  | 主持工作 |
| 1966.09－1987.10 扬州市鲁迅中学               | 沈顺兴 | 校长、副书记     | 1984.08－1987.08  |          |
| 1966.09－1987.10 扬州市鲁迅中学               | 茅庆茹 | 校长、副书记     | 1987.09－1987.10  |          |
| 1987.10－1997.10 扬州师范学院附属中学         | 茅庆茹 | 校长、副书记     | 1987.10－1994.04  |          |
| 1987.10－1997.10 扬州师范学院附属中学         | 茅庆茹 | 校长、总支书记   | 1994.04－1997.10  |          |
| 1997.10－至今 扬州大学附属中学                | 茅庆茹 | 校长、总支书记   | 1997.10－1999.03  |          |
| 1997.10－至今 扬州大学附属中学                | 黄正瑶 | 校长、党委副书记 | 1999.03－2006.08  |          |
| 1997.10－至今 扬州大学附属中学                | 匡成兰 | 党委书记         | 2001.12－2007.10  |          |
| 1997.10－至今 扬州大学附属中学                | 严济良 | 校长、党委副书记 | 2006.09－2014.12  |          |
| 1997.10－至今 扬州大学附属中学                | 张天若 | 校长、党委副书记 | 2014.12－ 2023.10 | 主持工作 |
| 1997.10－至今 扬州大学附属中学                | 卢廷顺 | 校长、党委副书记 | 2023.10 - 至今    |          |

## 校园文化
办学目标：以邓小平理论和“三个代表”思想为指导，深入贯彻落实科学发展观，根据国家、省中长期教育改革和发展规划纲要和扬州市相关实施意见的要求，积极探索优质特色发展的办学之路，将学校建设成“名师荟萃，大气育人，人才卓异”的全国一流高中。办学理念为为学生终身发展奠定基础，为教师施展才华搭建平台。学校精神为自强不息，追求卓越。校风为严、实、活。校训为求真、求善、求美、求健。教风为严谨、扎实、创新。学风为乐学、勤学、善学。